# Hege wier

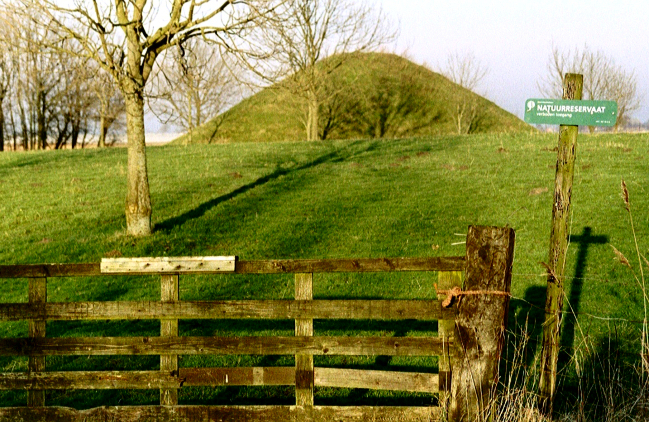
Hege wier bij Menaldum

Een hege wier of stinswier is een vooral in Friesland gelegen kunstmatige aarden heuvel (motte) uit de Middeleeuwen, opgeworpen ten behoeve van een versterkte woontoren. Er zijn in Friesland van de oorspronkelijk meer dan 108 exemplaren slechts vijf overgebleven. De op de hege wieren gebouwde stinsen zijn allemaal verdwenen, alleen de heuvels zijn er nog. Deze liggen bij de dorpen Sexbierum, Jellum, Lies, Menaldum en Oosterend.
Net als de Zeeuwse vliedberg werden de hege wieren vooral gebouwd als prestige-object van de grondbezittende klasse. De toren werd niet bewoond; daarvoor verkoos men liever het comfort van de herenboerderij ernaast. Slechts in tijden van conflicten werden de hege wieren gebruikt om zich in te verschansen.
In de Groningen bevindt zich de zogenaamde Bult van Marum. Dit is - voor zover bekend - de enige bewaarde stinswier in deze provincie. Er zijn er waarschijnlijk meer. De meeste stinswieren in Groningen zijn rond 1900 afgegraven of geëgaliseerd in het kader van ruilverkavelingen. Bekende voorbeelden waren de Rondenburg te Zuurdijk, 't Rondeel op de wierde van Westerwijtwerd en Het Noorn te Krewerd. Stinswieren staan hier soms bekend als knol, zoals De Knol te Eenum, De Oude Knol  te Godlinze en De Knolle te Stitswerd. Mogelijk geldt hetzelfde voor sommige toponiemen met bult.
In Oost-Friesland is een groot aantal stinswieren vanaf 2020 in kaart gebracht in het kader van het 'Burgenprojekt' van de Ostfriesische Landschaft en het Niedersächsische Institut für Historische Küstenforschung.

## Misverstanden over hege wieren
Net als bij vliedbergen werden en worden de hege wieren vaak aangezien voor vluchtheuvel bij hoog water of voor een terp of wierde. Echter, qua omvang zijn deze heuvels te klein om als vluchtheuvel dienst te kunnen doen. Bovendien zijn er rond verscheidene wieren restanten van grachten aangetroffen. Andere argumenten waarom de hege wieren geen terp of wierden zijn is het feit dat ze vaak boven op een dorpsterp zijn aangetroffen of in hooggelegen gebieden zoals Gaasterland of het hooggelegen Garijp.